# Wolfgang Meier (Landwirt)
Wolfgang Meier (* 8. November 1878 in Frauenornau, Obertaufkirchen; † 22. Februar 1945 im KZ Dachau) war ein deutscher Landwirt, der zeitweise Augustin Rösch versteckte.
Meier wuchs auf dem Einödhof Marx am Holz (Schwindkirchen) bei Grüngiebing auf, das er auch als Landwirt übernahm. In den dreißiger Jahren kaufte er das Schlossbauernanwesen in Hofgiebing auf Leibrente. Mit seiner Frau Theresia Schellhammer (1879–1953) hatte Meier vierzehn Kinder, von denen drei bereits im Säuglingsalter starben. Meier war zugleich Mesner in Hofgiebing. Da er als zuverlässig galt, wurde er gebeten, den in Kloster Moosen versteckten Jesuitenpater Augustin Rösch in seinem Anwesen in Hofgiebing aufzunehmen.

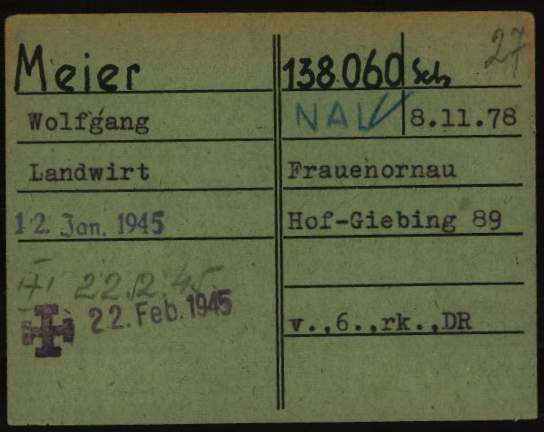
Registrierungskarte von Wolfgang Meier als Gefangener im nationalsozialistischen Konzentrationslager Dachau

Ende September 1944 wurde Rösch nach Hofgiebing gebracht und im ersten oder zweiten Stock des Hauses versteckt, wo er vor Nachbarn und Gästen verborgen wurde. Das Versteck wurde jedoch an die Gestapo verraten. Rösch wurde zusammen mit weiteren Geistlichen nach München und dann nach Berlin verschleppt, während Meier – zusammen mit seinen Söhnen Wolfgang und Martin  – ins KZ Dachau gebracht und seine Tochter Maria in München interniert wurde. Im KZ Dachau verstarb Meier am 22. Februar 1945 laut offizieller Darstellung an Typhus. Seine Kinder haben die KZ-Haft dagegen überlebt.

## Ehrungen
Das Pfarrheim in Schwindkirchen heißt in Erinnerung an ihn Wolfgang-Meier-Haus.
Die katholische Kirche hat im Jahr 1999 Wolfgang Meier als Glaubenszeugen in das deutsche Martyrologium des 20. Jahrhunderts aufgenommen.
Im Juni 2025 wurde in der KZ-Gedenkstätte Dachau eine Gedenktafel enthüllt, die Meier zusammen mit dem katholischen Journalisten Fritz Gerlich sowie "alle[n] Opfer[n] aus dem Erzbistum München und Freising während der Zeit des Nationalsozialismus" würdigt.